# Jamierra Faulkner
Jamierra Faulkner (ur. 9 marca 1992 w West Palm Beach) – amerykańska koszykarka występująca na pozycji rozgrywającej, obecnie zawodniczka Chicago Sky.
Zakończyła karierę akademicką jako liderka wszech czasów drużyny Southern Miss Lady Eagles w liczbie asyst (863) oraz przechwytów (366). Pod względem punktów uplasowała się na trzeciej pozycji (2056).
29 grudnia 2016 została zawodniczką CCC Polkowice. 5 stycznia 2018 podpisała umowę z rosyjskim UMMC Jekaterynburg.
15 lutego 2019 podpisał kolejna umowę z Chicago Sky.

## Osiągnięcia
Stan na 26 lutego 2019, na podstawie, o ile nie zaznaczono inaczej.
NCAA
- Defensywna zawodniczka roku konferencji USA (2014)
- Laureatka Gillom Trophy (2014 – przyznawana najlepszej zawodniczce akademickiej stanu Missisipi)
- Zaliczona do 
  - I składu:
    - debiutantek konferencji USA (2011)

  - konferencji USA (2013)
  - defensywnego konferencji USA (2013, 2014)
    - turnieju:
      - Lady Eagle Classic (2011)
      - Lady Eagle Thanksgiving Classic (2011)
      - Lady Griz Holiday Classic (2012)
- Liderka NCAA w asystach (2014)

Drużynowe
- Uczestniczka rozgrywek Eurocup (2014/15)

Indywidualne
- Zaliczona przez eurobasket.com do[7]:
  - I składu:
    - ligi izraelskiej (2016)
    - zawodniczek zagranicznych ligi:
      - izraelskiej (2016)
      - węgierskiej (2015)[8]

  - II składu ligi węgierskiej (2015)[8]
- Liderka ligi izraelskiej :
  - punktach (2016)
  - asystach (2016)